# Banja Koviljača
Banja Koviljača (srp. Бања Ковиљача) je gradsko naselje općine Loznica, u Mačvanskom okrugu u Srbiji. Prema popisu stanovništva iz 2002. godine u naselju živi 6.340 stanovnika.

## Zemljopis
Banja Koviljača nalazi se u zapadnoj Srbiji na 128 metara nadmorske visine te pripada regiji Podrinje jer kroz naselje protječe rijeka Drina. Ovu regiju krase prirodna bogatstva i raznolikost, a tome pridonose Jadar, Lešnica, Račevina Azbukovica te velika prostranstva sjeveroistočne Bosne. Kroz mozaik srednje visokih planina (Gučevo, Boranja, Sokolske planine, Cer planina) prema prostranim ravnicama Mačvi i Semberiji, teče bistra i krivudava Drina. Nedaleko od rijeke, u podnožju šumovitog Gučeva (779 m), uz magistralni put Zvornik-Loznica, nalazi se Banja Koviljača, naselje smješteno na ostacima nekadašnjeg Koviljkinog grada čiji se tragovi i danas zapažaju. Na Podrinje se prema sjeveru nastavljaju brdoviti Jadar, blago valovita Pocerina te plodna i zaravnjena Mačva. Lokaciju Banje Koviljače odredili su mnogi elementi prirodne sredine. Najvažniji su Drina, koja se kod Malog Zvornika od davnina mogla prebroditi, Gučevo, šumovita planina koja je bila sklonište od neprijatelja, ravnica koja je omogućavala prehranu stanovništa i termomineralna voda koja je služila te i danas služi iscjeljenju bolesti.

## Promet
Do Banje Koviljače cestovno se stiže autocestom Beograd-Ruma a zatim regionalnim putem Ruma-Šabac-Loznica-Banja Koviljača (143 km). U Banji postoji željeznička postaja na pruzi Beograd-Mali Zvornik, ali njom prometuju samo lokalni vlakovi. Najbliža zračna luka je u Beogradu koji je oko 135 km udaljen od Banje Koviljače. Granični prijelaz prema Bosni i Hercegovini je udaljen 5 km.

## Povijest
Arheološka istraživanja pokazala su da je prostor Banje Koviljače bio od davnina naseljen. Ima ostataka po kojima se zaključuje da je tu bilo veliko rimsko naselje Genzis. U srednjem vijeku, pod zidinama Koviljkinog grada, narod je masovno pohodio izvore ljekovite vode. Iz tog perioda i potječe prvi pisani dokument (1533.), gdje se Banja spominje kao seosko naselje u nahiji Bohorina.
U XVIII. stoljeću bogati su Turci iz Mačve i Podrinja dolazili na izlete na područje Banje. Postoje podaci da su Turci "Zvorničani" 1720. godine sagradili jedan objekt - kupalište za liječenje žena te da se ljekovito blato koristilo i prije 1720. godine. Nekada je narod Banju Koviljaču nazivao Smrdan-Bara ili Smrdan-Banja zbog smrdljive bare iz koje je sumporovita voda sama izbijala na površinu godinama i stoljećima te je u ritu stvorila prirodno crno sumporovito blato, odakle je izbijao i širio se smrad na "zapaljen barut" ili "trula jaja" - na sumporovodik.

## Turističke informacije
Gučevo je šumovita planina koja je natkrila Banju Koviljaču s južne strane. Planina i Banja su dva nedjeljiva pojma jer se međusobno nadopunjuju i prožimaju. Gučevo se pruža pravcem sjeverozapad-jugoistok i od Koviljače do planine Boranja dostiže dužinu od 15 kilometara. Najviši vrh Gučevo naziva se Crni vrh i njegova nadmorska visina je 779 metara. Geolozi su ustvrdilii da Gučevo grade različite stijene među kojima su vapnenačke stijene i pješčenjaci. U davnoj je prošlosti na prostoru Gučeva došlo do rasjedanja teren što je uzrokovalo pojavu termomineralnih voda. Za potrebe turista i izletnika na Gučevu se nalazi nekoliko smještajnih i ugostiteljskih objekata. Gučevo je bogato izvorima hladne, čiste i pitke vode, a od tih izvora nastaju mali potoci, nad kojima se dižu visoka stabla prostranih bukovih šuma. Na vrhu Gučevo podignuta je Spomen-kosturnica poginulih 1914. godine u borbi na ovoj planini. Proplanak oko Spomen-kosturnice je izvanredan vidikovac s kojega se kao na dlanu širi pogled na prostor kojim dominira Drina i njezini tekeući veliki meandri između Mačve i Semberije.
Tršić je selo na samo 9 km jugoistočno od Loznice, rodno mjesto prosvjetitelja i začetnika srpske književnosti i kulture Vuka Stefanovića Karadžića. U selu se nalazi etnografski park sa spomen kućom i više objekata narodne arhitekture. Cijeli etnopark je smješten u živopisnoj dolini rječice Žeravije. Središnje mjesto ovog osobitog etnografskog spomen-parka je Vukova kuća, zapravo rekonstruirana kuća obiteljske zadruge s okućnicom, kakve su bile uobičajene u XIX. stoljeću.
Srednjovjekovni manastir Tronoša nalazi se na 4 kilometra od Tršića. Podignut je 1317. godine kao zaklada Katarine, žene kralja Dragutina, praunuka Stefana Nemanje. Manastir je bio mjesto Vukovog ranog školovanja.
Manastir Svetog Nikole nalazi se na samoj granici tri općine: Ljubovija, Krupanj i Mali Zvornik. Podignut je 2000. godine u neposrednoj blizini srednjovjekovnog Soko Grada iz 15. stoljeća, poznatog kao posljednje tursko utvrđenje u Srbiji. Okolina manastira je bogata bujnom i netaknutom prirodom, kojom dominiraju visovi i vodopadi.

## Stanovništvo
U naselju Banja Koviljača živi 5.028 punoljetnih stanovnika, a prosječna starost stanovništva iznosi 39,2 godina (38,1 kod muškaraca i 40,3 kod žena). U naselju ima 1.972 kućanstva, a prosječan broj članova po domaćinstvu je 3,01.
Ovo je naselje velikim dijelom naseljeno Srbima prema popisu iz 2002. godine, a u posljednja tri popisa stanovništa primjećen je porast u broju stanovnika. Prema popisu stanovništva iz 1991. godine, u naselju je tada živjelo 5.516 stanovnika.
| broj stanovnika | 2260  | 2960  | 4023  | 5199  | 5478  | 5516  | 6340  |
|                 | 1948. | 1953. | 1961. | 1971. | 1981. | 1991. | 2002. |

## Galerija
- Kupalište kralja Petra I. Karađorđevića
- Fontana u sredini parka
- Hotel "Dalmacija"
- Hotel "Hercegovina"
- Kursalon
- Citadela
- Jedna on mnogih napuštenih vila
- Vila "Bosna" također je napuštena

## Vanjske poveznice
- Satelitska snimka (Wikimapia)